# Luther Johnson (Gitarrist, 1939)

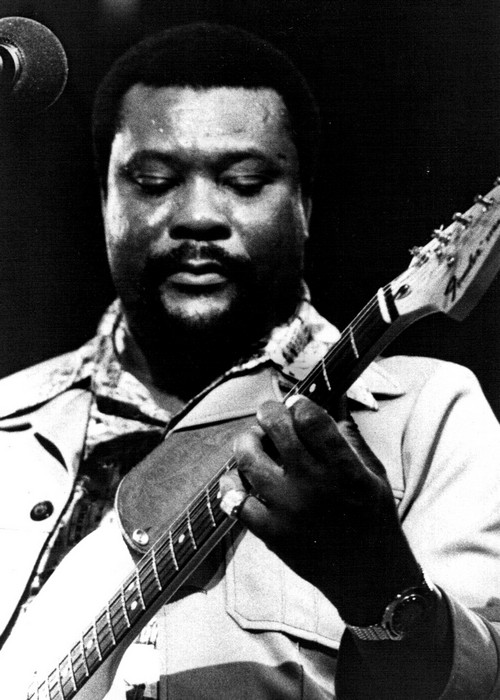
Luther Johnson 1976

Luther Johnson (* 11. April 1939 in Itta Bena, Mississippi; † 25. Dezember 2022) war ein US-amerikanischer Bluessänger und -gitarrist, der unter dem Bühnennamen Luther „Guitar Junior“ Johnson auftrat, um sich von zwei anderen Gitarristen gleichen Namens zu unterscheiden.

## Leben
In seinen jungen Jahren in Mississippi waren Blues und Gospel seine prägenden musikalischen Einflüsse. Er hörte schon in dieser Zeit Bluesgrößen wie Sonny Boy Williamson, Robert Nighthawk und Muddy Waters. Seine erste Gitarre kaufte ihm seine Mutter, sein Cousin brachte ihm das Spielen bei.
Johnson kam Mitte der 1950er-Jahre nach Chicago, zu einer Zeit als der West Side Gitarrestil von Magic Sam und Otis Rush entwickelt wurde. Hier entschied er sich für den Blues. In den 1960er-Jahren spielte er in der Band von Magic Sam und trat gemeinsam mit verschiedenen Bluesgrößen wie Sunnyland Slim, Bobby Rush, Little Addison, Willie Kent und Jimmy Dawkins auf. Von 1972 bis 1980 war er Mitglied der Band von Muddy Waters, was ihm auch seinen Durchbruch brachte. Während einer der Tourneen mit Waters entstand auch sein erstes Soloalbum Luther’s Blues.
1980 verließ er Waters Band und gründete eine eigene, „The Magic Rockers“. Auch Chicago verließ er und siedelte sich in der Nähe von Boston an, blieb aber dem Westsidestil treu, auch wenn er sein Repertoire in Richtung Jumpblues erweiterte. Ab 1980 war er der Frontmann der Magic Rockers, nahm Platten für Telarc, Alligator Records und Bullseye Blues auf und unternahm umfangreiche Tourneen.

## Diskographie

### Soloalben
- 1976 Luther’s Blues
- 1984 Doin’ the Sugar Too
- 1990 I Want to Groove with You
- 1992 It’s Good to Me
- 1994 Country Sugar Papa
- 1996 Slammin’ on the West Side
- 1998 Got to Find a Way
- 1999 Live at the Rynborn
- 2001 Talkin’ About Soul

### Gastauftritte
- 1967 Otis Spann Blues Is Where It’s At
- 1968 Big Mama Thornton Ball n’ Chain
- 1970 Otis Spann Cryin’ Time
- 1972 Luther “Snake Boy” Johnson Born in Georgia
- 1975 Luther “Snake Boy” Johnson Lonesome in My Bedroom
- 1976 Pinetop Perkins Boogie Woogie King
- 1977 Jimmy Johnson Jimmy Johnson & Luther Johnson
- 1983 Big Leon Brooks Let’s Go To Town
- 1986 The Nighthawks Backtrack
- 1997 Muddy Waters Tribute Band You Gonna Miss Me (When I’m Dead & Gone)
- 1998 Willie Kent Ghetto
- 1999 Otis Spann Best Of The Vanguard Years
- 2001 Ronnie Earl Ronnie Earl And Friends
- 2002 Pinetop Perkins Pinetop Is Just Top

### Mit Muddy Waters
- 1969 Sail On
- 1976 Live in Switzerland
- 1977 Unk in Funk
- 1979 Muddy “Mississippi” Waters Live
- 1981 King Bee
- 1992 Blues Sky
- 1999 Live Recordings 1965–1973
- 2000 Mojo: Live Collection 1971–76 Muddy Waters Hoochie Coochie Man (2001)
- 2002 Hoochie Coochie Man In Montreal
- 2005 Collection: Had Again/I’m Ready/King Bee

### Sonstiges
- 2003 Martin Scorsese Presents The Blues: Warming By The Devil’s Fire Original Soundtrack[5][6]